# AMD Phenom II X6 1605T
Az AMD Phenom II X6 1605T a felszabadított (unlocked) Phenom II X4 960T (Zosma) processzor elnevezése. A szabályos Phenom II 960T processzor 4 működő és 2 kikapcsolt / zárolt magot tartalmaz. A zárolt magokat szoftveresen engedélyezni lehet, és ezután a processzor 6 működő maggal dolgozhat. Az „AMD Phenom II X6 1605T” a CPU-Z processzordiagnosztikai program jelölése az ilyen módon kezelt processzorra. A műveletet nem mindegyik alaplap támogatja, ahhoz szükség van a BIOS fejlett órajelkalibrációs lehetőségére.
A felszabadítási művelet elérhetővé teszi a processzor 3 MiB-os osztott L2 gyorsítótárát is.

## Phenom II X6 1605T teljesítményadatok
| jellemző         | specifikáció      |
| ---------------- | ----------------- |
| CPU kódnév       | Zosma             |
| CPU magok        | 6                 |
| CPU sebesség     | 3 GHz             |
| TDP (fogyasztás) | 125 W             |
| Litográfia       | 45 nm             |
| Foglalat         | AM2+ / AM3        |
| L1 gyorsítótár   | 64 KiB/mag        |
| L2 gyorsítótár   | 3 MiB (6×512 KiB) |
| L3 gyorsítótár   | 6 MiB             |

## Fordítás
Ez a szócikk részben vagy egészben  az   AMD Phenom II X6 1605T című angol Wikipédia-szócikk ezen változatának fordításán alapul.  Az eredeti cikk szerkesztőit annak laptörténete sorolja fel. Ez a jelzés csupán a megfogalmazás eredetét és a szerzői jogokat jelzi, nem szolgál a cikkben szereplő információk forrásmegjelöléseként.